# Annie Ernaux
Annie Ernaux (Lillebonne, 1940. szeptember 1. –) irodalmi Nobel-díjas francia író.

## Élete
Yvetot-ban nőtt fel. A roueni egyetemen tanult, majd tanárként dolgozott.

## Fontosabb művei
- Les Armoires vides, Gallimard, 1974
- Ce qu’ils disent ou rien, Gallimard, 1977
- La Femme gelée, Gallimard, 1981
- La Place, Gallimard, 1983
- Une femme, Gallimard, 1988
- Passion simple, Gallimard, 1991
- Journal du dehors, Gallimard, 1993
- Je ne suis pas sortie de ma nuit, Gallimard, 1997
- La Honte, Gallimard, 1997
- L'Événement, Gallimard, 2000
- La Vie extérieure, Gallimard, 2000
- Se perdre, Gallimard, 2001
- L'Occupation, Gallimard, 2002
- L'Usage de la photo, met Marc Marie, Gallimard, 2005
- Les Années, Gallimard, 2008
- L'Autre fille, NiL Éditions, 2011
- L'Atelier noir, Éditions des Busclats, 2011
- Écrire la vie, Gallimard, coll. « Quarto », 2011
- Mémoire de fille, Gallimard, 2016.

### Magyar kiadások
- Az árulás / Egy asszony, ford., utószó Szávai János, Széphalom Könyvműhely, Bp., 1997 (Magyar napló könyvek)
- Lánytörténet, ford. Lőrinszky Ildikó, Magvető, Bp., 2020
- Évek, ford. Lőrinszky Ildikó, Magvető, Bp., 2021
- A hely / Egy asszony; ford. Szávai János; Magvető, Bp., 2023
- Az esemény; ford. Lőrinszky Ildikó, Magvető, Bp., 2023
- Egyszerű szenvedély / A fiú, ford. Szávai János, Magvető, Bp., 2024

## Fordítás
Ez a szócikk részben vagy egészben  az   Annie Ernaux című holland Wikipédia-szócikk fordításán alapul.  Az eredeti cikk szerkesztőit annak laptörténete sorolja fel. Ez a jelzés csupán a megfogalmazás eredetét és a szerzői jogokat jelzi, nem szolgál a cikkben szereplő információk forrásmegjelöléseként.